# 목조여래좌상 (부산광역시 유형문화재 제160호)
목조여래좌상(木造如來坐像)은 부산광역시 남구 부산광역시립박물관에 있는 조선시대의 불상이다. 2015년 7월 15일 부산광역시의 유형문화재 제160호로 지정되었다.

## 개요
이 불상은 연화좌 위에 결가부좌하고 앉아 양손을 다리 위에서 살짝 들어 아미타인을 하고 있다. 양감이 있는 방형의 얼굴은 오뚝한 코가 큼직하며, 수평으로 그은 작은 눈, 미소를 띠는 입술 표현 등으로 온화하고 부드러운 인상을 준다.
두꺼운 측면의 신체, 큼직한 코와 온화한 인상의 얼굴, 오른쪽 어깨에 보이는 물방울 같은 옷자락, 그리고 대좌와 일체로 조각된 하반신의 옷자락이 대좌를 덮은 裳懸座 형식 등은 주목할 만한 특징으로 18세기 후반을 대표하는 조각승인 상정(尙淨)의 작품들과 매우 닮았다.
목조여래좌상은 상정의 작품으로 추정되는 작품으로, 1755년 상정이 제작한 부천 석왕사 불상과 양주 회암사 불상에 비해 얼굴과 옷 주름의 표현 등이 당당하고 힘이 있어 이들 불상보다 이전에 조성되었을 가능성도 있어 조선 후기 불교조각 연구에 있어 양식의 흐름과 조각승의 계보를 이해하는데 중요할 뿐 아니라 예술적, 역사적, 학술적으로도 가치가 높은 작품이다.

## 참고 문헌
- 목조여래좌상 - 국가유산청 국가유산포털